# Oum El Bouaghi (tỉnh)
Oum el-Bouaghi (tiếng Ả Rập: ولاية أم البواقي ) là một tỉnh của Algérie. Tỉnh lỵ là Oum el-Bouaghi được đặt tên theo Can Robert (trong thời kỳ Pháp thuộc), sau đó vài năm được đặt tên là Sidi R'Ghis, rồi Oum El Bouaghi trước khi độc lập.

## Các đơn vị hành chính
Tỉnh này bao gồm 12 huyện và 29 đô thị. Các huyện bao gồm:
- Ksar Sbahi
- Oum El Bouaghi
- Dhalaâ
- F'Kirina
- Souk Naâmane
- Aïn Fakroun
- Meskiana
- Aïn M'Lila
- Aïn Babouche
- Aïn Beïda
- Aïn Kechra
- Sigus